# Поленов, Матвей Васильевич
Матве́й Васи́льевич Поле́нов (1821, Царское Село — 1882, там же) — российский юрист и государственный деятель, сенатор и тайный советник (оба — 1865) из рода Поленовых, активный участник судебной реформы 1864 года, организатор и первый руководитель Московского окружного суда, член Верховного уголовного суда над А. К. Соловьёвым.

## Биография
Родился 21 сентября (3 октября) 1821 года в дворянской семье писателя, чиновника Министерства иностранных дел, в будущем, организатора и руководителя государственных архивов, академика Василия Алексеевича Поленова и дочери сенатора Матвея Корниловича Бороздина, Елены Матвеевны.
Получил домашнее образование. После окончания Императорского училища правоведения, 17 июня 1841 года был определён младшим помощником секретаря в ликвидационную экспедицию 1-го отделения 3-го Департамента Сената; 14 августа 1842 года назначен старшим помощником секретаря в ликвидационную экспедицию 1-го отделения 3-го департамента. С 11 января по 1 апреля 1843 года исполнял должность секретаря, а 10 августа 1844 года занял эту должность во 2-м отделении 3-го департамента; 7 июня 1845 года переведён в 4-й департамент Сената. 
Был командирован 15 июля 1846 года в департамент Министерства юстиции и назначен исполняющим должность начальника 4-го отделения; 10 октября 1846 года назначен редактором 4-го отделения того же департамента; 15 августа 1848 года переведён чиновником за обер-прокурорским столом (помощником обер-прокурора) Межевого департамента Сената, одновременно исполнял должность обер-прокурора этого департамента. С 17 июня 1849 года по 2 октября 1851 года исполнял должность обер-прокурора 1-го отделения 3-го департамента Сената. В 1854 году назначен обер-прокурором 8-го департамента, а 29 марта 1855 года переведён во 2-й департамент. В августе 1855 года назначен герольдмейстером. В 1856 году исполнял должность обер-прокурора 4-го департамента. С 30 августа 1858 года — действительный статский советник; 10 июня 1859 года назначен обер-прокурором 2-го департамента. С 1 января 1865 года ему было повелено присутствовать в 4-м департаменте Сената в чине тайного советника.
4 февраля 1866 года он был определён старшим председателем Московской судебной палаты. В 1865 году на него было возложено открытие окружных судов, образованных на основании Судебных уставов от 20 ноября 1864 года, в Рязанской, Тульской, Калужской, Ярославской, Владимирской и Тверской губерниях. 
19 февраля 1868 года, по прошению, был уволен от должности старшего председателя палаты, с оставлением в звании сенатора. В течение 1868 года присутствовал во 2-м отделении 3-го департамента и в Гражданском кассационном департаменте; 1 января 1879 года назначен первоприсутствующим Гражданского кассационного департамента.
С 25 мая 1879 года — член Верховного уголовного суда над А. К. Соловьёвым, покушавшемся на императора Александра II.
Умер в Царском Селе 31 мая (12 июня) 1882 года. Был похоронен в Санкт-Петербурге на кладбище Воскресенского Новодевичьего монастыря; могила не сохранилась.

## Награды
Имел награды:
- Орден Святой Анны 2-й степени с императорской короной (1856)
- Знак отличия за ХV лет беспорочной службы (1859)
- Орден Святого Владимира 3-й степени (1861)
- Орден Святого Станислава 1-й степени (1863)
- Орден Святой Анны 1-й степени с императорской короной (1867)
- Орден Святого Владимира 2-й степени (1870)
- Орден Белого орла (1873)